# Adly Mansour
Adly Mansour (Arabisch: عدلي محمود منصور, ʿAdlī Maḥmūd Manṣūr), ook getranslitereerd als Adli Mansour,  (Caïro, 23 december 1945) is het hoofd van het Constitutioneel Gerechtshof van Egypte en van 3 juli 2013 tot 8 juni 2014 de waarnemend president van Egypte. Op die dag werd door generaal Abdul Fatah al-Sisi op televisie bekendgemaakt dat zittend president Mohamed Morsi is afgezet. Deze laatste was een jaar eerder democratisch president van Egypte gekozen.

## Levensloop

### Studie
Mansour studeerde rechten aan de Universiteit van Caïro in 1967 en haalde een postgraduaat in de rechten in 1969 en in 1970 in management science. Later studeerde hij aan de École nationale d'administration, een prestigieuze opleiding in Frankrijk, en studeerde daar in 1977 af. Hij is getrouwd en heeft een zoon en twee dochters.

### Loopbaan
Mansour begon zijn loopbaan in 1967 bij de Raad van State en was vanaf 1992 rechter van het hoogste Constitutionele Hof. Op 1 juli 2013 werd hij hoofd van het Constitutioneel Gerechtshof, nadat president Mohammed Morsi hem op 19 mei 2013 had aangewezen. Hij volgde Maher El-Beheiry op.

### Waarnemend president van Egypte
In zijn hoedanigheid als hoofd van het Gerechtshof werd Mansour op 3 juli 2013 na een militaire staatsgreep waarnemend president van Egypte. De benoeming van Mansour volgde na onlusten in Egypte uit onvrede met het bewind van Morsi, onlusten waardoor Egypte er vooral economisch sterk op achteruit ging. Mansour leidde een interim-regering van technocraten, die nieuwe verkiezingen moest voorbereiden. Op 4 juli 2013 legde Mansour de presidentiële eed af.
Mohammed Naguib · Gamal Abdel Nasser · Anwar Sadat · Soefi Aboe Taleb (wnd.) · Hosni Moebarak · Mohammed Hoessein Tantawi (wnd.) · Mohamed Morsi · Adly Mansour (wnd.) · Abdul Fatah al-Sisi